# Ескадрені міноносці типу «Бурраск»
Ескадрені міноносці типу «Бурраск» (фр. Classe Bourrasque) — клас військових кораблів з 12 ескадрених міноносців, що випускалися французькими суднобудівельними компаніями з 1923 по 1928 роки. Перші французькі есмінці, спроєктовані та побудовані після закінчення Першої світової війни. На момент побудови були найважче озброєними кораблями свого класу. Були названі на честь вітрів та інших погодних явищ. Усього було збудовано 14 кораблів даного типу, з яких два на замовлення Польщі. Подальшим розвитком есмінців типу «Бурраск» стали ескадрені міноносці типу «Л'Адруа», які мали порівняно невеликі відмінності від попередників. Два ці типи становили основу міноносних сил французького флоту до початку Другої світової війни. Брали участь у Другій світовій війні, перебували на службі до 1950 року.
Будівництво повоєнної серії ескадрених міноносців типу «Бурраск» було заплановано у рамках програми посилення військово-морського флоту Франції 1923 року. Кораблі озброювалися 130-мм гарматами головного калібру, 550-мм торпедними апаратами, зенітними гарматами та кулеметами, а також глибинними бомбами для боротьби з підводними човнами. У роки Другої світової війни було втрачено чотири есмінці, два — захопили британці 3 липня 1940 року під час операції «Катапульта». Три есмінці загинули у бою з британськими крейсерами в 1942 році, ще два були захоплені союзниками і брали участь у супроводі конвоїв у Середземному морі. Останні кораблі, що залишилися, списані зі складу флоту в 1950 році і розібрані на брухт.
Польський есмінець «Віхор» потоплений німецькою авіацією у 1939 році. «Бурза» пройшов усю війну, супроводжував союзні конвої та був списаний у 1960 році.

## Список ескадрених міноносців типу «Бурраск»
Позначення
| N з/п | Назва корабля | Верф                                                              | Закладений        | Спущений на воду  | Введений до строю | На службі у ВМС | Виведений зі складу ВМС | Статус |
| ----- | ------------- | ----------------------------------------------------------------- | ----------------- | ----------------- | ----------------- | --------------- | ----------------------- | --- |
| 1     | «Бурраск»     | Ateliers et Chantiers de France, Дюнкерк                          | 12 листопада 1923 | 5 серпня 1925     | 23 вересня 1926   | 23 вересня 1926 |                         | 30 травня 1940 року підірвався на міні під час евакуації в Остенде, та був добитий артилерійським вогнем німецьких берегових батарей |
| 2     | «Циклон»      | Société Nouvelle des Forges et Chantiers de la Méditerranée, Гавр | 29 вересня 1923   | 24 січня 1925     | 15 березня 1927   | 25 червня 1928  |                         | 30 травня 1940 року пошкоджений німецькими швидкісними торпедними катерами; 18 червня 1940 року затоплений у бухті Бреста під час наближення німецьких військ |
| 3     | «Містраль»    | Société Nouvelle des Forges et Chantiers de la Méditerranée, Гавр | 28 листопада 1923 | 6 червня 1925     | 5 квітня 1927     | 21 січня 1928   |                         | 10 червня 1944 року пошкоджений німецьким артилерійським обстрілом у Ла-Манші біля Кеневіля; був оголошений тотально зруйнованим |
| 4     | «Ораж»        | Chantiers Navals Français, Кан                                    | 20 серпня 1923    | 30 серпня 1924    | 1 жовтня 1926     | 19 січня 1927   |                         | 23 травня 1940 року потоплений німецькою авіацією під час нальоту на порт Булонь-сюр-Мер |
| 5     | «Ураган»      | Chantiers Navals Français, Кан                                    | 7 вересня 1923    | 6 грудня 1924     | 19 січня 1927     | 15 вересня 1927 | 1943                    | у 1949 році розібраний на брухт |
| 6     | «Сімун»       | Ateliers et Chantiers de Saint-Nazaire Penhoët, Сен-Назер         | 8 серпня 1923     | 3 червня 1924     | 1 січня 1926      | серпень 1926    | 17 лютого 1950          | у 1950 році розібраний на брухт |
| 7     | «Сіроко»      | Ateliers et Chantiers de Saint-Nazaire Penhoët, Сен-Назер         | 15 березня 1924   | 3 жовтня 1925     | 1 липня 1927      | 5 лютого 1928   |                         | 31 травня 1940 року зазнав важких пошкоджень унаслідок атаки німецьких торпедних катерів S-23 і S-26, добитий пікіруючими бомбардувальниками Ju 88 |
| 8     | «Темпет»      | Ateliers et Chantiers Dubigeon, Нант                              | 3 грудня 1923     | 21 лютого 1925    | 20 липня 1926     | вересень 1926   | 1950                    | у 1950 році розібраний на брухт |
| 9     | «Торнад»      | Dyle et Bacalan, Бордо                                            | 25 квітня 1923    | 12 березня 1925   | 1 жовтня 1927     | 21 травня 1928  |                         | 8 листопада 1942 року біля Орана дістав серйозних пошкоджень унаслідок бою з британським легким крейсером «Аврора» та ескортним міноносцем «Кальпе», був посаджений на мілину, щоб уникнути затоплення |
| 10    | «Трамонтан»   | Forges et Chantiers de la Gironde, Бордо                          | 29 червня 1923    | 29 листопада 1924 | 15 травня 1927    | 1 січня 1928    |                         | 8 листопада 1942 року біля Орана дістав серйозних пошкоджень унаслідок бою з британським легким крейсером «Аврора» та ескортним міноносцем «Кальпе», був посаджений на мілину, щоб уникнути затоплення |
| 11    | «Тромб»       | Forges et Chantiers de la Gironde, Бордо                          | 5 березня 1924    | 27 грудня 1925    | 1 червня 1927     | 21 грудня 1927  | 15 лютого 1950          | 27 листопада 1942 року самозатоплений у Тулоні; пізніше піднятий, відновлений та прийнятий до складу Королівських ВМС Італії як FR 31. Після капітуляції Італії повернутий Франції. 16 квітня 1945 року поблизу Лігурії атакований швидкісними торпедними та вибуховими катерами MT Національних республіканських ВМС Італії, невиправно пошкоджений. У 1950 році списаний на брухт |
| 12    | «Тайфун»      | Forges et Chantiers de la Gironde, Бордо                          | 1 вересня 1923    | 22 травня 1925    | 15 лютого 1928    | 22 жовтня 1928  | 15 лютого 1950          | 10 листопада 1942 року затоплений екіпажем біля Орана |

## Список ескадрених міноносців типу «Віхор»
| N з/п | Назва корабля | Верф                           | Закладений       | Спущений на воду | Введений до строю | На службі у ВМС | Виведений зі складу ВМС | Статус                                                                            |
| ----- | ------------- | ------------------------------ | ---------------- | ---------------- | ----------------- | --------------- | ----------------------- | --------------------------------------------------------------------------------- |
| 1     | «Віхор»       | Chantiers Navals Français, Кан | 19 лютого 1927   | 10 липня 1928    | 8 липня 1930      |                 |                         | 3 вересня 1939 року потоплений німецькою авіацією                                 |
| 2     | «Бурза»       | Chantiers Navals Français, Кан | 1 листопада 1927 | 19 квітня 1929   | 10 липня 1932     |                 | 24 лютого 1960          | з 1966 року корабель-музей. 1970 року списаний та в 1977 році розібраний на брухт |